# Phronima solitaria
Phronima solitaria är en kräftdjursart som beskrevs av Félix Édouard Guérin-Méneville 1844. Phronima solitaria ingår i släktet Phronima och familjen Phronimidae. Inga underarter finns listade i Catalogue of Life.